# Беркозовка
Берко́зовка (укр. Беркозівка) — село в Каневском районе Черкасской области Украины.
Население по переписи 2001 года составляло 507 человек. Занимает площадь 2,97 км². Почтовый индекс — 19042. Телефонный код — 4736.

## Местный совет
19042, Черкасская обл., Каневский р-н, с. Беркозовка

## История
В XIX веке село Беркозовка было в составе Таганчской волости Каневского уезда Киевской губернии. В селе была Рождество-Богородицкая церковь.